# Sarasota
Sarasota este un oraș din statul Florida, Statele Unite ale Americii. Se află la o altitudine de 7 m deasupra nivelului mării. Are o suprafață de 65,306184 km² și 65,257054 km². Populația este de 54.842 locuitori, determinată în 1 aprilie 2020, prin recensământ.

## Personalități născute aici
- Bruce Hayes (n. 1963), înotător;
- Tripp Schwenk (n. 1971), înotător;
- Carla Gugino (n. 1971), actriță;
- Ashley Rickards (n. 1992), actriță.